# Ian Lang
Ian Bruce Lang, baron Lang of Monkton (ur. 27 czerwca 1940), szkocki polityk, członek Partii Konserwatywnej, minister w rządach Johna Majora.

## Życiorys
Wykształcenie odebrał w Sidney Sussex College na Uniwersytecie Cambridge. Na studiach był członkiem Cambridge Footlights. W 1979 r. został wybrany do Izby Gmin w okręgu Galloway. Od 1983 r. reprezentował okręg wyborczy Galloway and Upper Nithsdale. W 1981 r. został rządowym whipem. W 1986 r. był przez kilka miesięcy podsekretarzem stanu w ministerstwie zatrudnienia. W 1986 r. rozpoczął pracę w ministerstwie ds. Szkocji, najpierw jako podsekretarz stanu, a od 1987 r. minister stanu.
Po objęciu stanowiska premiera przez Johna Majora Lang został ministrem ds. Szkocji. Na tym stanowisku pozostał do 1995 r., kiedy to objął stanowisko ministra handlu i przemysłu. Stronnik Majora, był wielce zaangażowany w kampanię wyborczą na lidera konserwatystów w 1995 r., zakończoną zwycięstwem urzędującego premiera.
Miejsce w parlamencie Lang utracił po przegranych przez jego partię wyborach 1997 r. We wrześniu tego roku został kreowany parem dożywotnim jako baron Lang of Monkton i zasiadł w Izbie Lordów.